# Ribeira da Maceira
A ribeira da Maceira é um pequeno curso de água português do município de Sintra. Nasce na serra de Sintra e desagua no Oceano Atlântico na Praia da Adraga. 